# Javier Pizarro
Javier Pizarro Ruíz (Cádiz, 1979) es un político español del PSOE, actual alcalde de Alcalá de los Gazules desde el 13 de junio de 2015.
Es Técnico Superior en Gestión Forestal y del Medio Rural. Casado con Carolina Santiago y padre de dos hijos, Javier Pizarro es hijo de Luis Pizarro y de Elena Ruiz. También es primo hermano del cantante Alejandro Sanz.
En el ámbito profesional, más allá de la política, ha sido empleado y agente del servicio de prevención y extinción de incendios Infoca.

## Trayectoria política
En 2003 comenzó siendo concejal del Ayuntamiento de Alcalá de los Gazules, cargo que ocupó hasta 2015, año en el que fue investido alcalde.
Desde 2025 es el portavoz del PSOE en Diputación, cargo que ocupa tras la presidencia de Juan Carlos Ruiz Boix, y tras la dimisión de Ana Carrera.
Miembro del PSOE e integrante de la diputación, ocupó el cargo de vicepresidente cuarto de la Diputación Provincial de Cádiz entre 2019 y 2023, año en el que fue también responsable del área de cooperación y asistencia a municipios, tras la presidencia de Irene García y la de Juan Carlos Ruiz Boix. También ha ejercido otros cargos, como el de presidente del grupo de desarrollo rural de los Alcornocales y del consorcio de la Bahía de Cádiz.
Ha sido secretario general del Partido Socialista Obrero Español en Alcalá de los Gazules, cargo que ocupó entre diciembre de 2016 a enero de 2017, además, ha sido coordinador del área de desarrollo sostenible en la Diputación Provincial de Cádiz.